# Кастусь Киреенко
Касту́сь Кирее́нко (настоящие имя и фамилия — Константин Тихонович Киреенко; 12 декабря 1918 — 15 сентября 1988, Минск) — советский белорусский поэт, писатель, журналист, публицист, переводчик, редактор. Общественный деятель. Заслуженный деятель искусств БССР (1970).

## Биография

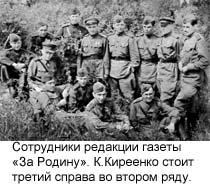

Родился 12 декабря 1918 года в деревне Гайшин (ныне Кабиногорский сельсовет, Славгородский район, Могилёвская область, Беларусь). В 1940 году окончил литературный факультет Гомельского педагогического института (ныне ГГУ имени Франциска Скорины), но в школе в качестве учителя успел поработать только несколько месяцев — призвали в РККА. Во время Великой Отечественной войны служил башенным стрелком танка, потом работал военным корреспондентом в газете «За Родину». Затем Кастусь Киреенко был корреспондентом армейской газеты на Западном и 2-м Белорусском фронтах.
С 1943 года член СП СССР. Член ВКП(б) с 1945 года.
Демобилизовался в 1945 году. Работал в газете «Беларусь» (1945—1962), был главным редактором газеты «Бярозка» (1962—1972) и «Полымя» (1972—1986).
В 1980—1984 избирался депутатом ВС БССР.
Умер 15 сентября 1988 года. Похоронен на Восточном кладбище в Минске.
Имя К.Т. Киреенко носит одна из улиц Минска.

## Творчество

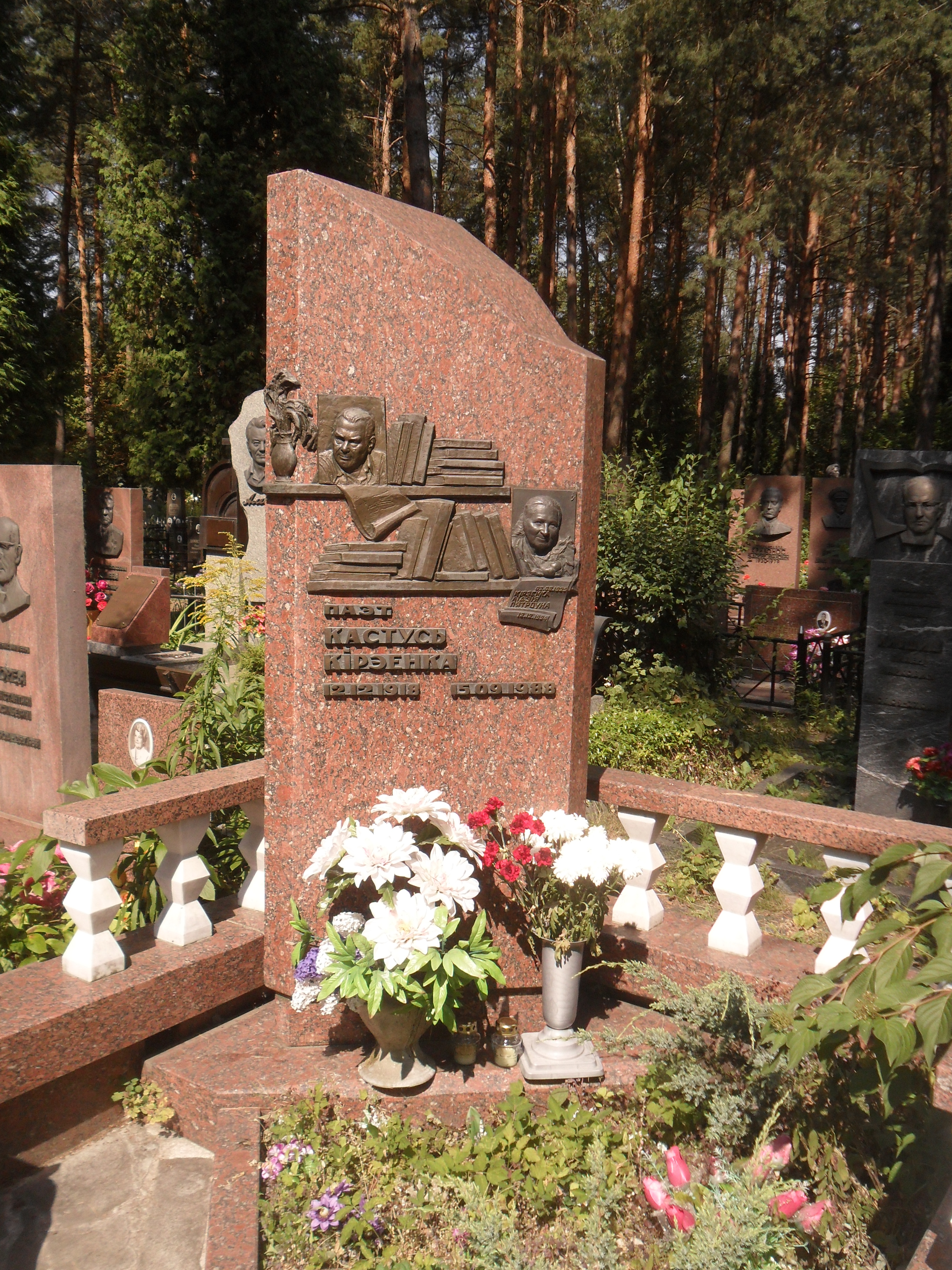
Могила Киреенко на Восточном кладбище Минска.

Дебют К. Киреенко состоялся в 1939 году. В военных условиях не забывал о литературном творчестве.
Автор десятков книг, сборников лирических стихов и рассказов:
- «Утро идёт» (1945),
- «После грозы» (1947),
- «Моя республика» (1949, рус. пер. 1952),
- «Маяки» (1952),
- «Любовь и дружба» (1955),
- «Родное слово» (1956),
- «Светлая волна» (1959),
- «Живые идут вперёд» (1964),
- «Тёплая радуга» (1966, рус. пер. 1970),
- «Колыбель ветров» (1985),
- «Надежда» (Стихи и поэмы) (1985),
- «Разговор с капитанами» (1987),
- Собрание сочинений (в 2 т. 1986—1988),
- «Ручьи ищут реку» (сборник рассказов, 1969) и др.

На стихи К.Киреенко написали песни В. В. Оловников, Ю. Д. Бельзацкий (прозвучали в кинофильме «Зелёные огни»), Н. Аладов, Ю. Семеняко и другие композиторы.
Написал несколько книжек детских стихов и прозы (сборники «Зеленое эхо», «Весна-красна», «Счастье странствий» (рыбацкая поэма) (1977), «Сум і радасць дзеда Рэпкі» (1967), «Ручаіны шукаюць ракі» (1967), «Алесева кніжка» (1972) и др.
Автор публицистических книг «Амерыка здалёку і зблізку» (1971) и «Заўсёды з Радзімай» (воспоминания, эссе, очерки, 1980).
Переводил на белорусский язык с русского ряд произведений Маяковского, Исаковского, Смелякова, с украинского — Рыльского, Сосюры и др.

## Награды и премии
- орден Красной Звезды (10.7.1944; был представлен к ордену Отечественной войны II степени)
- два ордена «Знак Почёта» (в т.ч. 25.2.1955)
- орден Отечественной войны II степени (6.4.1985)
- орден Трудового Красного Знамени
- медаль «За боевые заслуги» (8.8.1943)
- заслуженный деятель искусств БССР (1970)
- Литературная премия БССР имени Янки Купалы (1964)
- Государственная премия БССР имени Я. Купалы (1972) за «Книгу ста песен».